# Orthurus
Orthurus is een geslacht van uitgestorven straalvinnige beenvissen dat in het gebied van Karinthië leefde tijdens het Carnien van het Laat-Trias.
In 1866 benoemde Rudolf Kner de typesoort Orthurus sturii. De geslachtsnaam betekent 'de rechtstaart'. De soortaanduiding eert Dionýs Štúr als ontdekker.